# Нова Писаница
Нова Писаница је насељено место у саставу општине Велика Писаница, у области Билогора, Република Хрватска.

## Историја
До нове територијалне организације у Хрватској место је припадало бившој великој општини Бјеловар.

## Становништво
На попису становништва 2011. године, Нова Писаница је имала 59 становника.

## Попис 1991.
На попису становништва 1991. године, насељено место Нова Писаница је имало 123 становника, следећег националног састава:
| Попис 1991.‍ | Попис 1991.‍ | Попис 1991.‍ | Попис 1991.‍ | Попис 1991.‍ |
| ----------- | ----------- | ----------- | ----------- | ----------- |
|             |             |             |             |             |
| Хрвати      | Хрвати      |             | 67          | 54,47%      |
| Срби        | Срби        |             | 42          | 34,14%      |
| Југословени | Југословени |             | 5           | 4,06%       |
| непознато   | непознато   |             | 9           | 7,31%       |
| укупно: 123 |             |             |             |             |